# 三屋野站
三屋野站（日语：／ Mitsuyano eki */?）是位於石川縣白山市三屋野町，北陸鐵道金名線的鐵路車站（廢站）。
乗降客数は1984年当時、一日平均41人。

## 概要
此站是建於路堤上，從啟用至廢站，此站一直設有1面1線的單式月台。此站是無人車站。月台上設有小型木製候車室。
在1984年，一日平均上下車人次為41人。

## 歷史
- 1926年（大正15年）2月1日：金名鐵道開設此站[2]。
- 1943年（昭和18年）10月13日：金名鐵道合併為北陸鐵道，成為北陸鐵道金名線車站。
- 1983年（昭和58年）10月31日：由於暴雨，使大日川橋樑橋腳周邊的基岩倒塌，大日川站至白山下之間暫停營業，此站也暫停營業。
- 1984年（昭和59年）
  - 3月11日：暫停的路段重開，此站重開。
  - 12月12日：由於手取川橋樑（日语：金名橋）處於一個危險狀態。當天起加賀一之宮至白山下之間的金名線全線暫停營業，此站也暫停營業。
- 1987年（昭和62年）4月29日：金名線在沒有重開情況下全線廢除，此站也被廢除[2]。

## 相鄰車站
北陸鐵道
金名線
西佐良－三屋野－白山下

## 注腳
1. 1 2 3  RM LIBRARY 231 北陸鉄道金名線（寺田裕一，著：Neko出版　2018年11月1日初版）p.36 - 37
2. 1 2  今尾惠介. . 日本: 新潮社. 2008年10月18日: 32. ISBN 9784107900241.

## 相關項目
- 日本鐵路車站列表 Mi